# Reino de Kajetia
El segundo reino de Kajetia (en georgiano: კახეთის სამეფო, k'axetis samepo; también transcrito Kaxet'i o Kakhetia) fue una monarquía bajomedieval/moderna temprana localizada en el este de Georgia, centrada en la Región de Kajetia (mjare), con su primera capital en Gremi y luego en Telavi. Surgió en 1465 en el proceso de la división tripartita del reino de Georgia y existió, con varias interrupciones breves, hasta 1762, cuando Kajetia y otro vecino reino georgiano, el de Kartli, se fusionaron a través de una sucesión dinástica en la rama kajetiana de la dinastía Bagrationi. A lo largo de la mayor parte de su turbulenta historia, Kajetia fue un estado tributario de los persas, cuyos esfuerzos por mantener el reluctante reino georgiano dentro de su esfera de influencia dieron lugar a una serie de conflictos militares y deportaciones.

## Historia temprana
En el siglo VIII, después de una exitosa rebelión de las tribus montañosas de Tsanareti, que liberaron una gran parte de Georgia del control árabe, se estableció un primer reino de Kajetia.

## Resurgir del reino
El resurgimiento del reino de Kajetia fue el primer paso hacia la partición de Georgia que había estado envuelta en guerras fratricidas desde mediados del siglo XV. Esto tuvo lugar después de que el rey Jorge VIII, él mismo un usurpador del trono de Georgia, fuese capturado en 1465 por su desafiante vasallo Qvarqvare III, duque de Samtskhe, y fuese destronado a favor de Bagrat VI. Luego se instaló como un gobernante independiente en su antiguo señorío principesco de Kajetia, la provincia más oriental de Georgia centrada en los valles de los ríos Alazani y Iori, donde permaneció, como una especie de antirrey, hasta su muerte en 1476. Abrumado por estas dificultades, Constantino II, rey de una Georgia reducida, se vio obligado a sancionar el nuevo orden de cosas. Reconoció en 1490 a Alejandro I, hijo de Jorge VIII, como rey de Kajetia en el este, y en 1491 a Alejandro II, hijo de Bagrat VI, rey de Imericia en el oeste, quedándose en control de Kartli. De esta manera se consumó la división tripartita del reino de Georgia.

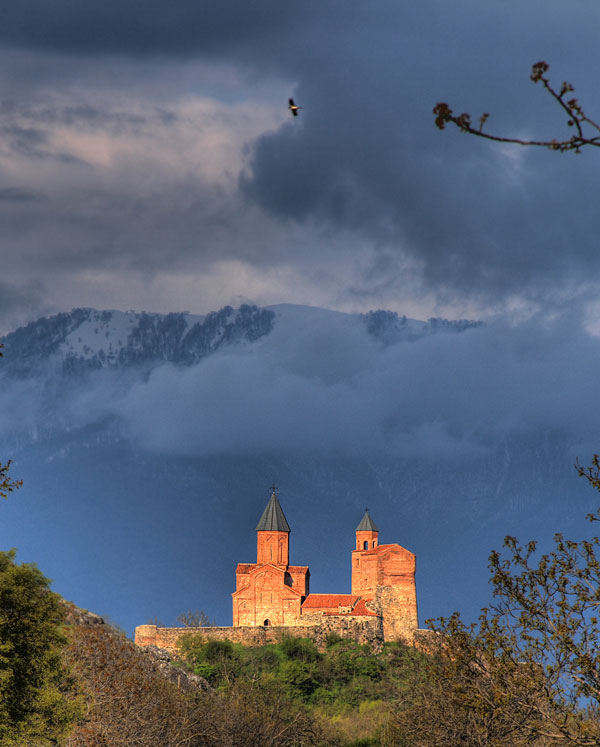
Las ruinas de un castillo real en Gremi.

A diferencia de otros regímenes georgianos, Kajetia se salvó, en ese momento, de las grandes incursiones extranjeras y de significativos disturbios internos. Además, tenía la ventaja sobre otras partes de Georgia de que flanqueaba la importante ruta de la seda de Guilán-Şamaxı-Astracán. El gobierno kajetiano patrocinó este comercio y participó activamente en él, ligando el reino a la vida económica del este de Transcaucasia e Irán. Las tierras fértiles ampliamente cultivadas de Kajetia, combinadas con las activas colonias judías, armenias y persas en las ciudades comerciales de Gremi, Zagemi, Karagaji y Telavi, dieron lugar a una prosperidad no observable en otras partes de la Georgia fragmentada. Esta relativa estabilidad durante un tiempo fortaleció el poder del monarca y aumentó el número de sus partidarios entre la nobleza.
Amenazado por los emergentes grandes imperios de Oriente —los de los otomanos y los safávidas— los reyes de Kajetia llevaron a cabo cuidadosamente una política de equilibrio, y trataron de establecer una alianza con los gobernantes correligionarios de Moscovia contra los shamjalas de Tarki en el Cáucaso del Norte. Un acuerdo de paz suscrito en 1555 en Amasya entre otomanos y safávidas, dejó Kajetia en el ámbito de influencia safávida iraní, pero los gobernantes locales todavía mantuvieron una considerable independencia y estabilidad, mostrando su voluntad de cooperar con sus señores safávidas. Sin embargo, en 1589, Alejandro II de Kajetia comprometió oficialmente su lealtad al zar Teodoro I de Rusia, pero la alianza nunca fue implementada en la práctica. Con el asesinato en 1605 de Alejandro en un golpe de Estado, patrocinado por Irán, de su propio hijo, Constantino I, un musulmán convertido, la fortuna de Kajetia empezó a revertir. Los habitantes de Kajetia se negaron a aceptar el parricidio y le derrocaron, obligando al enérgico safávida sah Abás I, el Grande a reconocer a regañadientes al candidato de los rebeldes y sobrino de Constantino, Teimuraz I, como el nuevo rey en 1605. De este modo comenzó el largo y difícil reinado de Teimuraz (1605-1648) en conflicto con los safávidas.

## La hegemonía iraní

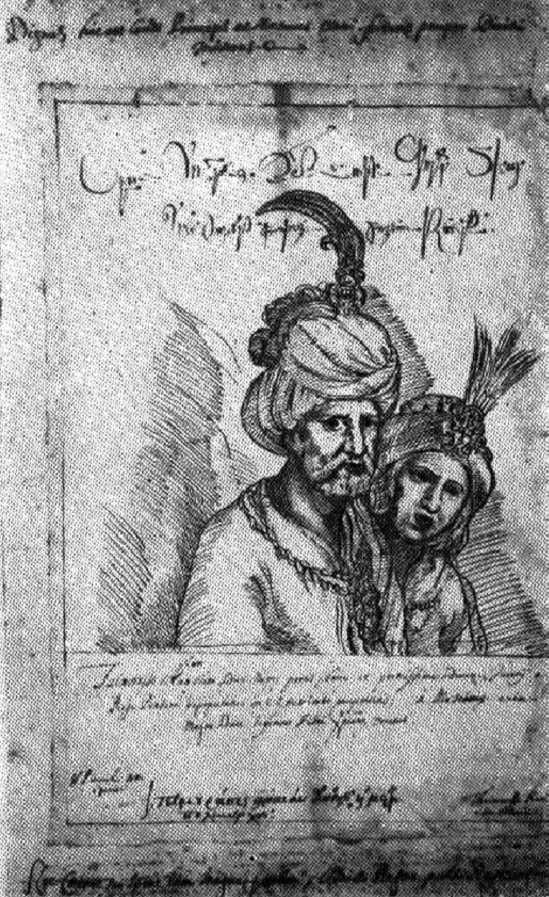
Teimuraz I de Kajetia y su esposa Khorashan. Un boceto del álbum del contemporáneo misionero católico Cristoforo Castelli.

A mediados de los años 1610, sah Abás I renovó su intención de lograr tener a Georgia completamente en el Imperio safávida y sometió a Kajetia a repetidas invasiones en 1614, 1615 y 1616. En una serie de insurrecciones georgianas y represalias iraníes, entre sesenta-setenta mil personas fueron muertas, y más de cien mil campesinos kajetianos fueron deportados a la fuerza a Irán. La población de Kajetia se redujo en dos tercios; las una vez florecientes ciudades, como Gremi y Zagemi, quedaron reducidas a pueblos insignificantes; la agricultura se redujo y el comercio llegó a un punto muerto. En 1648, el infatigable Taimuraz finalmente había sido expulsado de Kajetia. El gobierno safávida apretó su control de Kajetia y llevó a cabo una política de sustitución de la población nativa con tribus turcas nómadas. Al mismo tiempo, los montañeses daguestaníes comenzaron a atacar y colonizar las marcas kajetianas.
En 1659, los kajetianos protagonizaron un levantamiento de masas, masacraron a los nómadas y rindiendo a su país a Vakhtang V Shah-Nawaz, un rey musulmán georgiano de Kartli, que logró obtener el permiso del sha para instalar a su hijo Archil como rey en Kajetia. Durante un tiempo, los dos reinos del este de Georgia estuvieron prácticamente unidos bajo Shah-Nawaz y su hijo, y se produjo un período de relativa paz. Al hacer la ciudad de Telavi su capital, en lugar de Gremi que había quedado arruinada por las invasiones iraníes, Archil se dispuso a poner en práctica un programa de reconstrucción. Sin embargo, la prometedora situación fue de corta duración. La ascensión de Archil en Kajetia marcó el comienzo de una rivalidad entre las dos ramas Bagrationi —la de Mukhrani, a la que pertenecía Archil, y la Casa de Kajetia, desposeída de la corona en la persona de Teimuraz I—. Esta última casa finalmente tuvo éxito, a expensas de su apostasía del Islam, en su restablecimiento en 1703, y gobernó, de ese momento en adelante, con el beneplácito de sus soberanos safávidas. Esto resultó ser de poco beneficio, sin embargo, y el reino continuó siendo afectado por las incesantes incursiones de Daguestán.
De 1724 a 1744, Kajetia fue sometida a sucesivas ocupaciones otomanas e iraníes. Sin embargo, el servicio prestado por el príncipe kajetiano Teimuraz II a Nader Shah de Irán en la lucha contra los otomanos, resultó en la anulación del pesado tributo pagado por los kajetianos a la corte iraní en 1743. La cooperación de Teimuraz II con Nader le permitió asegurar su poder tanto en Kajetia como en Kartli, y para obtener el reconocimiento de sí mismo como rey de Kartli, y para su hijo, Erekle II, como rey de Kajetia. Ambos monarcas fueron coronados de acuerdo a la tradición cristiana en 1745. Explotaron la crisis en Irán que siguió el asesinato de Nader en 1747 y se establecieron a sí mismos como gobernantes prácticamente independientes. Su gobierno ayudó a estabilizar el país; la economía comenzó a revivir, y los ataques de Daguestán se redujeron, pero no fueron eliminados. Cuando Teimuraz murió el 8 de enero de 1762, Erekle le sucedió, uniendo así el este de Georgia como un solo estado, Kartli-Kajetia por primera vez en casi tres siglos.

## Reyes del segundo reino de Kajetia
- 1465-1476: Jorge I
- 1476-1511: Alejandro I
- 1511-1513: Jorge II "el malo"
- 1513-1520: Anexión por el reino de Kartli
- 1520-1574: León
- 1574-1602: Alejandro II (bajo la soberanía del Imperio otomano desde 1578)
- 1602: David I
- 1602-1605: Alejandro II (restaurado)
- 1605: Constantino I
- 1605-1614: Teimuraz I
- 1614-1615: Anexión por Persia
- 1615-1648: Teimuraz I (restaurado)
- 1616-1623: Anexión por Persia
- 1623-1633: Teimuraz I (restaurado)
- 1633-1636: Anexión por Persia
- 1636-1648: Teimuraz I (restaurado)
- 1648-1656: Anexión por Kartli
- 1656-1664: Anexión por Persia
- 1664-1675: Archil (sah Nazar Khān)
- 1675-1676: Erekle I (Nazar Alī Khān)
- 1676-1703: Anexión por Persia
- 1703-1722: David II (Imām Qulī Khān)
- 1722-1732: Constantino II (Mahmūd Qulī Khān) (como vasallo del Imperio otomano)
- 1732-1744: Teimuraz II (como vasallo del Imperio otomano hasta 1736, más tarde de Persia)
- 1744-1762: Erekle II